# Chlorogonium
- a et b : deux adultes
- c : zoosporange
- d à k : division et formation
des zoospores dans la sporange

Genre
Chlorogonium est un genre d'algues vertes de la famille des Haematococcaceae.
Cette algue est remarquable pour son mutualisme avec les têtards du crapaud d'Amérique, qui grandissent plus vite s'ils sont couverts de Chlorogonium.

## Liste d'espèces
Quelques espèces accordées à ce genre :
- Chlorogonium capillatum
- Chlorogonium complexum
- Chlorogonium elegans Playfair
- Chlorogonium elongatum
- Chlorogonium euchlorum
- Chlorogonium fusiforme
- Chlorogonium kasakii
- Chlorogonium neglectum
- Chlorogonium ooganum